# Dibamus tebal
Dibamus tebal es una especie de escamosos de la familia Dibamidae.

## Distribución geográfica
Es endémica de la isla de Simeulue (Indonesia).